# Sandro Nicolas
Sandro Nicolas, pseudonimo di Alessandro Heinrich Rütten (Heinsberg, 4 ottobre 1996), è un cantante tedesco con origini statunitensi e greche.
Avrebbe dovuto rappresentare Cipro all'Eurovision Song Contest 2020 con il brano Running, poi cancellato a causa della pandemia di COVID-19.

## Biografia
Nato e cresciuto in Germania da padre statunitense e madre greca, Sandro Nicolas ha partecipato alle audizioni per il talent show tedesco Das Supertalent nel 2015, ma non è salito alla ribalta fino al 2018, con la sua partecipazione a The Voice of Germany. L'anno successivo ha cantato al New Wave Festival a Soči.
Il 29 novembre 2019 l'emittente televisiva cipriota CyBC ha confermato di averlo selezionato internamente come rappresentante nazionale all'Eurovision Song Contest 2020. Il suo brano, Running, è stato presentato il 6 marzo 2020. Tuttavia, il 18 marzo 2020 l'evento è stato cancellato a causa della pandemia di COVID-19. Nel 2020, sotto lo pseudonimo Sammy Clay, pubblica il singolo Two for the Show, che anticipa l'uscita dell'album di debutto dell'artista Re-Up.

## Discografia

### Album
- 2020 – Re-Up (pubblicato come Sammy Clay)

### Singoli
- 2019 – In My Blood
- 2020 – Running
- 2020 – Two for the Show